# Juan de Naveda

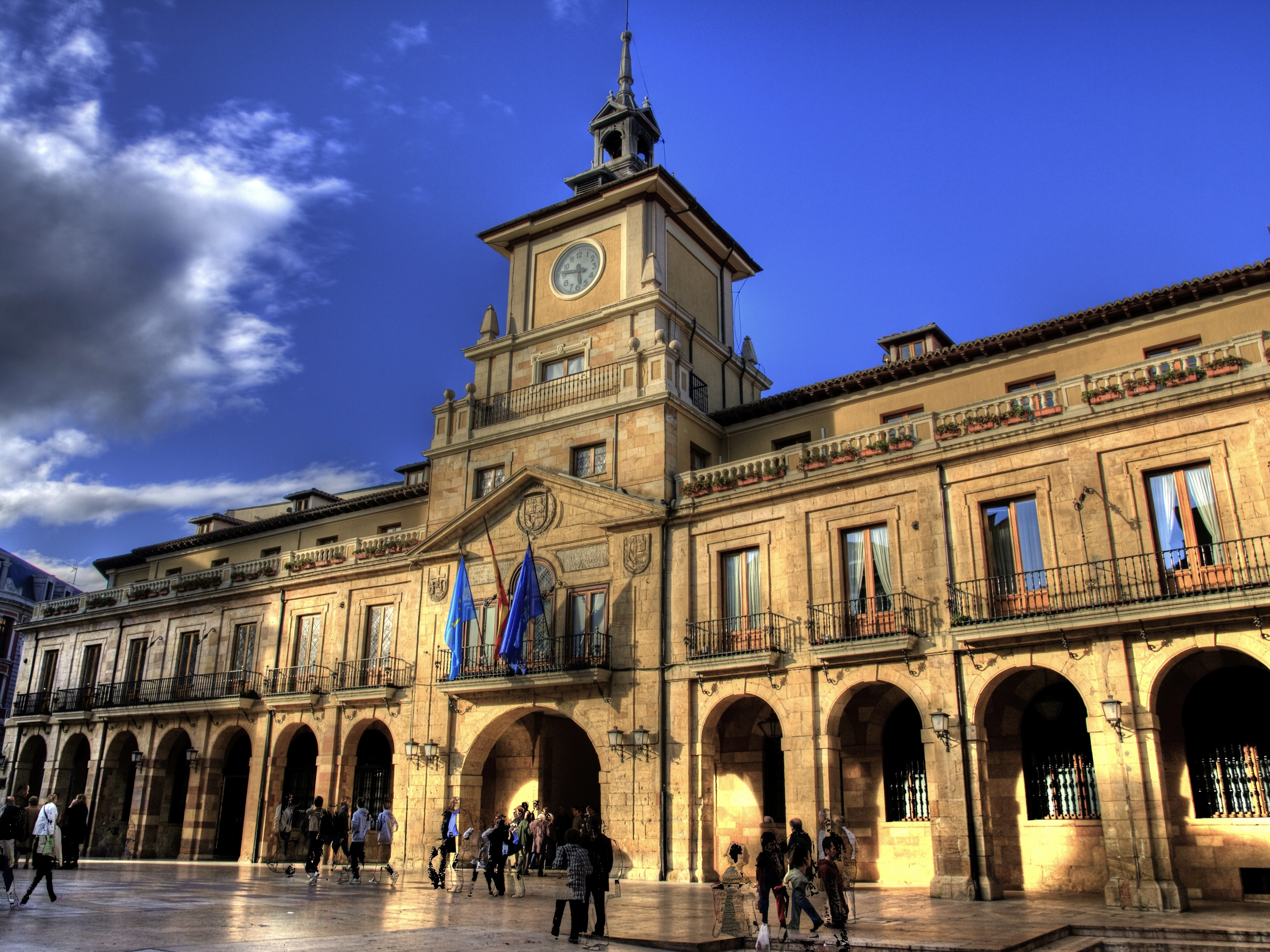
El ayuntamiento de Oviedo.

Juan de Naveda (n. San Mamés de Aras, Cantabria, c.1590-León, 11 de junio de 1638) fue un maestro cantero y arquitecto español de los siglos XVI y XVII que construyó multitud de edificios a lo largo de la cornisa Cantábrica. 

## Biografía
Era hijo de Juan de Naveda del Cerro, también arquitecto y cantero, y de Catalina de Sisniega. Destacó por la difusión de los tratados renacentistas en lo que hoy son Asturias y Cantabria; de hecho, su obra civil más importante es el Palacio de los Acebedo de Hoznayo, del que se ha dicho que es el principal exponente de la arquitectura civil clasicista de Cantabria. Realizó también importantes obras religiosas en las diócesis de Burgos, Pamplona, Oviedo y León, y ocupó durante diecisiete años la posición de Veedor General de las Obras del Arzobispado de Burgos. Adaptó los espacios catedralicios de dichas diócesis a los convenios del Concilio de Trento.
Se destacó por su estilo clasicista, dentro de la tónica renacentista castellana. En su obra se distinguen dos etapas. Entre 1610 y 1619 su orden preferido es el dórico y la decoración es inexistente, dejando la piedra vista, además de proyectar volúmenes visualmente simples y espacialmente complejos, para lo que se basa en los tratados de Vitrubio y Sebastiano Serlio. De 1619 a 1638 va aumentando paulatinamente la decoración y cambia el orden dórico por el corintio. Los tratados que sigue entonces son los de Jacopo Vignola y Labacco.

## Obra
Su obra es extensa, abarcó la arquitectura religiosa, la educacional, la pública, la militar, la asistencial, la civil privada y las obras públicas, incluyendo puentes y puertos. 
De su arquitectura pública destaca el ayuntamiento de Oviedo, que marcó la arquitectura pública de Asturias y Cantabria. Destaca también la casa-logia del cabildo de León, reedificada por Naveda tras su destrucción en el incendio de 1637.
Entre la obra civil, además del palacio de Hoznayo, destacan los palacios de Peón (Villaviciosa), los dos de Valdés (Gijón), y el de Torres de Alvarado (Secadura).
En la religiosa destaca la girola de la catedral de Oviedo; además de en las catedrales, Juan de Naveda actuó en numerosas iglesias parroquiales, especialmente en la diócesis de Burgos. Naveda trabajó además para diversas órdenes religiosas, como los Carmelitas, las Agustinas Recoletas de Valladolid, la Orden de San Benito y la Orden de la Merced. Además de en las diócesis descritas, trabajó también en la de Osma, en la iglesia de Quintanas de Gormaz.
De su arquitectura militar, bajo el título de Maestro de las Fortalezas de las Villas de la Costa, destacan las intervenciones en el castillo de Hano y en el de castillo de San Felipe, antiguos bastiones de Santander hoy desaparecidos. Había proyectado, además, un fuerte para El Sardinero, en la misma ciudad.